# Vườn quốc gia Poloniny
Vườn quốc gia Poloniny (tiếng Slovak: Národný park Poloniny) là một vườn quốc gia nằm ở phía đông bắc Slovakia, trên biên giới với Ba Lan và Ucraina, nằm trong dãy núi Bukovec thuộc Đông Carpath. Được thành lập ngày 1 tháng 10 năm 1997, vườn quốc gia có diện tích 298,05 km2 (115,08 dặm vuông Anh) và vùng đệm rộng 109,73 km2 (42,37 dặm vuông Anh). Khu vực rừng sồi của vườn quốc gia là một phần của Di sản thế giới Các khu rừng sồi nguyên sinh trên dãy Carpath và các khu vực khác của châu Âu được UNESCO công nhận.

## Vị trí
Vườn quốc gia nằm ở huyện Snina thuộc vùng Prešov. Nó tiếp giáp với vườn quốc gia Bieszczady của Ba Lan và cùng thuộc Khu dự trữ sinh quyển Đông Carpath. Điểm cao nhất của vườn quốc gia đạt 1.208 m (3.963 ft), gần đỉnh núi Kremenec trên khu vực biên giới của Slovakia, Ba Lan và Ukraina. Nó là khu vực cực đông của Slovakia và cũng là khu vực ít dân nhất cả nước. Các lối mòn đi bộ đường dài bắt đầu từ một số ngôi làng, đáng chú ý nhất là Nová Sedlica từ Runina, Topoľa và Uličské Krivé.

## Sinh thái học
Rừng chiếm khoảng 80% diện tích vườn quốc gia với sự có mặt của Sồi, Cử và Linh sam chiếm ưu thế. Tại đây có mật độ rừng già cao nhất Slovakia được bảo vệ bởi các khu bảo tồn thiên nhiên quốc gia. Khu vực đồng cỏ poloniny trong phương ngữ Đông Slovak nằm trên sườn núi chính của dãy núi Bukovec.
Nhiều loài được tìm thấy trong vườn quốc gia là loài đặc hữu và quý hiếm. Tổng cộng có 800 loài nấm và 100 loài địa y có nguồn gốc từ Poloniny. Vườn quốc gia Poloniny có khoảng 5.981 loài động vật không xương sống được biết đến, (trong đó có 91 loài nhuyễn thể, 1.472 loài cánh nửa, 819 loài bướm và 403 loài nhện) và 294 loài động vật có xương sống. Trong số các loài động vật có xương sống có 13 loài lưỡng cư, 8 loài bò sát, 198 loài chim, 55 loài động vật có vú, bao gồm linh miêu Á-Âu, gấu và nhiều loài khác. Khoảng 1.000 loài thực vật có mạch đã được tìm thấy trong vườn quốc gia. Nhiều người trong số chúng đang bị đe dọa. Một số ít loài Bò bison châu Âu đã được đem đến vườn quốc gia vào năm 2004.
Các khu rừng sồi nguyên sinh của vườn quốc gia tại Havešová, Stužica, và Rožok (cả ba nằm trong dãy núi Bukovské) được công nhận là di sản thế giới của UNESCO vào ngày 28 tháng 6 năm 2007 vì mô hình sinh thái toàn diện và không bị ảnh hưởng chúng. Cùng với một địa điểm khác của Slovakia ở Vihorlat và sáu địa điểm ở Ukraina hình thành nên Các khu rừng sồi nguyên sinh trên dãy Carpath. Để bảo vệ giá trị đặc biệt của những khu rừng này, chỉ có một trong số đó là ở Stužica là mở cửa cho du khách tham quan.

## Du lịch
Vườn quốc gia mở cửa cho du khách tham quan quanh năm với hoạt động trượt tuyết băng đồng vào mùa đông cũng như đi bộ đường dài vào mùa hè. Bên cạnh đó, một số con đường mòn núi kết nối các nhà thờ bằng gỗ nổi bật có niên đại từ thế kỷ 18 ở Topoľa, Uličské Krivé, và Ruský Potok.